# Rincón de los López
Rincón de los López är en ort i Mexiko.   Den ligger i kommunen Badiraguato och delstaten Sinaloa, i den västra delen av landet, 1 100 km nordväst om huvudstaden Mexico City. Rincón de los López ligger 190 meter över havet och antalet invånare är 184.
Terrängen runt Rincón de los López är huvudsakligen kuperad, men västerut är den platt. Runt Rincón de los López är det mycket glesbefolkat, med 6 invånare per kvadratkilometer. Närmaste större samhälle är El Rincón de los Montes, 19,4 km väster om Rincón de los López. I omgivningarna runt Rincón de los López växer huvudsakligen savannskog.